# Xã Tepee Butte, Quận Hettinger, Bắc Dakota
Xã Tepee Butte (tiếng Anh: Tepee Butte Township) là một xã thuộc quận Hettinger, tiểu bang Bắc Dakota, Hoa Kỳ. Năm 2010, dân số của xã này là 39 người.